# Lister Motor Company
The Lister Motor Company Ltd. es un fabricante británico de automóviles deportivos fundado por Brian Lister en 1954 en Cambridge, Inglaterra, que se hizo conocido por su participación en los deportes de motor. Después de comprar la compañía en 1986, Laurence Pearce produjo variantes del Jaguar XJS antes de producir un auto deportivo a medida, el Lister Storm. En 2013, Lister Cars fue adquirida por la empresa Warrantywise de Lawrence Whittaker. La producción del automóvil deportivo original se reinició en 2014 y se construyeron diez Lister Jaguar Knobblys de continuación para celebrar el 60 aniversario de Lister. En 2016, la compañía anunció la construcción y venta del Lister Knobbly Stirling Moss. El 31 de enero de 2018, se anunció el Lister LFT-666 (anteriormente llamado Lister Thunder) basado en el Jaguar F-Type.

## Historia

### George Lister e hijos

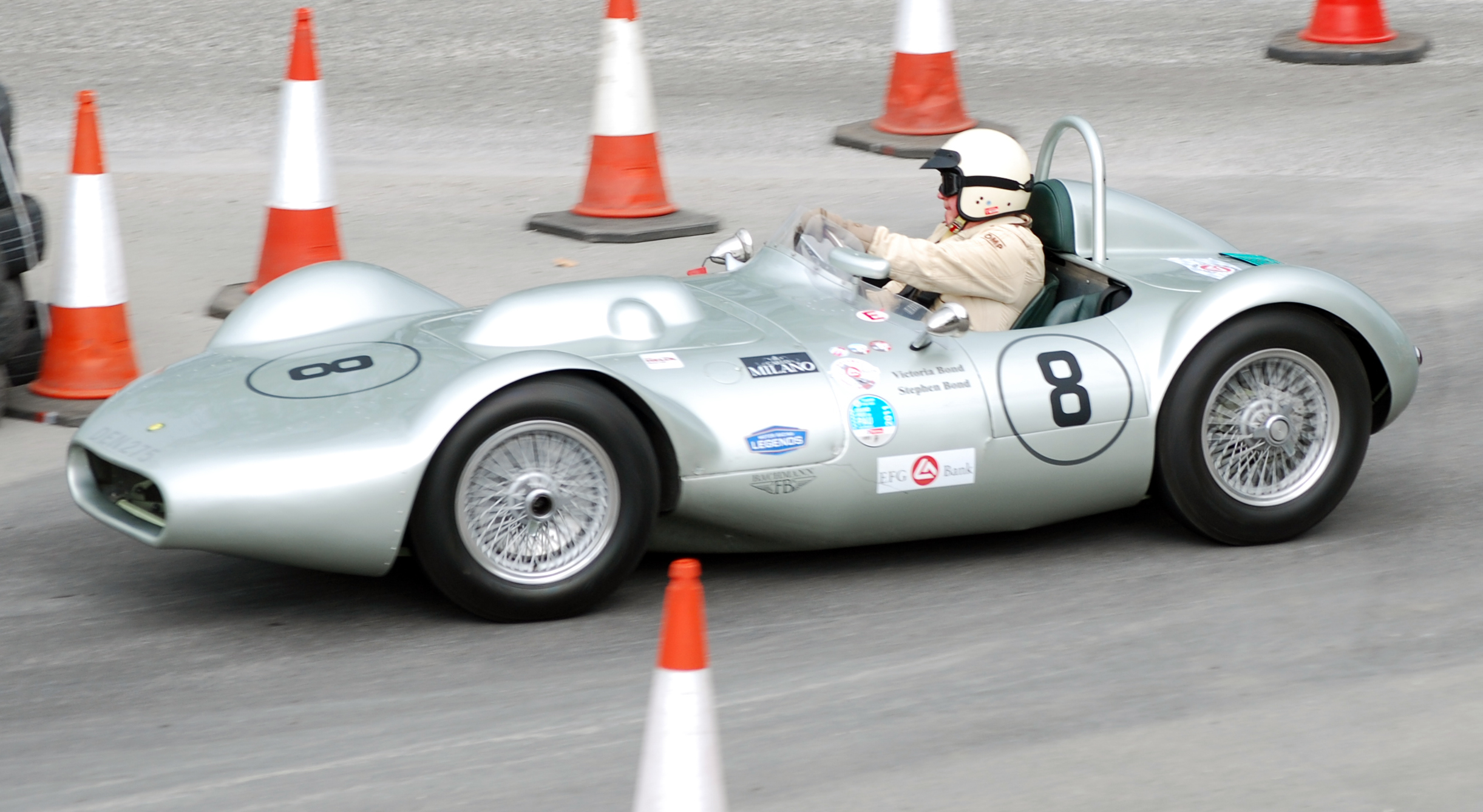
1955/57 Lister-Bristol (BHL9)

A partir de 1954, el gerente de la compañía y piloto de carreras Brian Lister sacó el primero de una serie de autos deportivos de una fábrica de hierro de Cambridge. Inspirado por Cooper, usó un  chasis de escala tubular, eje trasero de Dion y frenos de  tambor de intraborda. Como otros, usó un motor MG tuneado y caja de cambios stock. Hizo su debut en el Trofeo del Imperio Británico en Oulton Park en 1954, con el expiloto de MG Archie Scott Brown al volante. Más tarde, Lister cambió por un motor Bristol de dos litros tuneado con Moore y imitación ruedas de alambre en lugar de los discos del MG para mejorar el rendimiento. Para la carrera de autos deportivos que apoyó el Gran Premio de Gran Bretaña de 1954 en el Circuito de Silverstone, Silverstone, Scott Brown ganó la clase de dos litros y se ubicó quinto en la general detrás de Aston Martin.
En 1955, un puñado de Lister-Bristols se construyó con una nueva carrocería construida por un ex empleado de Bristol con la ayuda de un túnel de viento. A pesar de sus nuevos aletas y tracas, tuvo menos éxito que el Lister-Bristol original de 1954.  Lister pasó a un motor de seis cilindros de un Maserati A6GCS de Fórmula 2 para su propio automóvil, mientras que los clientes continuaron recibiendo el motor Bristol, vendido por £3900.  Lister también intentó con un monoplaza de carreras con un chasis multitubo impulsado por un motor Coventry-Climax y usando una caja de cambios MG, pero el auto fue un fracaso.

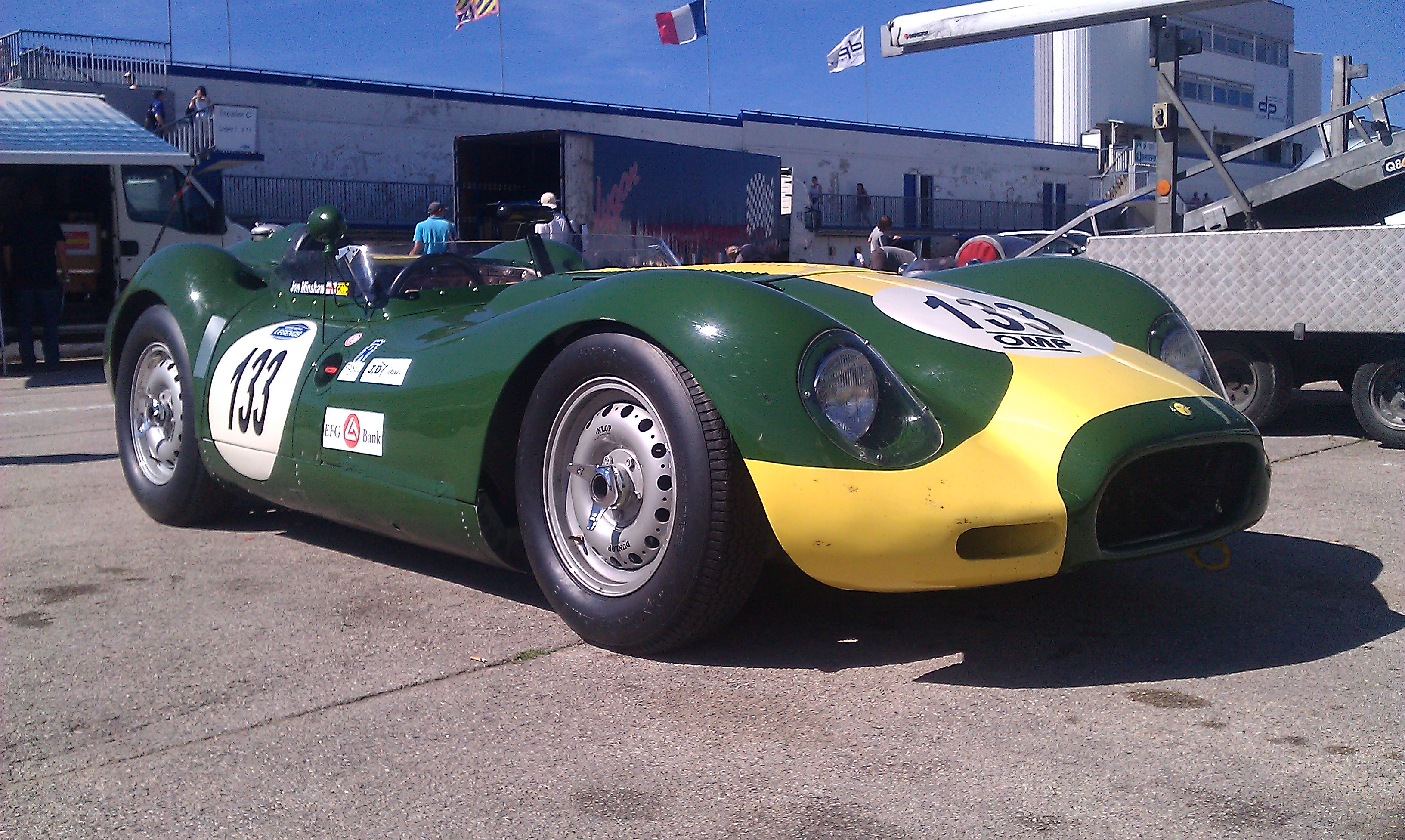
Un Lister Jaguar impulsado por un Jaguar D-type XK de 3.4 litros seis en línea.

Para 1957, Lister rediseñó el automóvil alrededor de un Jaguar D-type XK seis en línea de 3.4 litros, con una carrocería aerodinámica de aluminio. Fue probado por el periodista de carreras John Bolster, con un 0-100 mph (0–160 km/h) correr en 11,2 segundos. El piloto Archie Scott Brown ganó el Trofeo del Imperio Británico de 1957 con el nuevo Lister-Jaguar. Refinado de nuevo en 1958, el Lister-Jaguar participó en competiciones internacionales. Brown murió esa temporada cuando estrelló el Lister-Jaguar en Spa-Francorchamps.  Lister también desarrolló otro monoplaza basado en el Lister-Jaguar, para su uso en la única Carrera de dos mundos en Monza. Los coches de esta época se conocen cariñosamente como los coches "Lister Knobbly", debido a su carrocería curva.

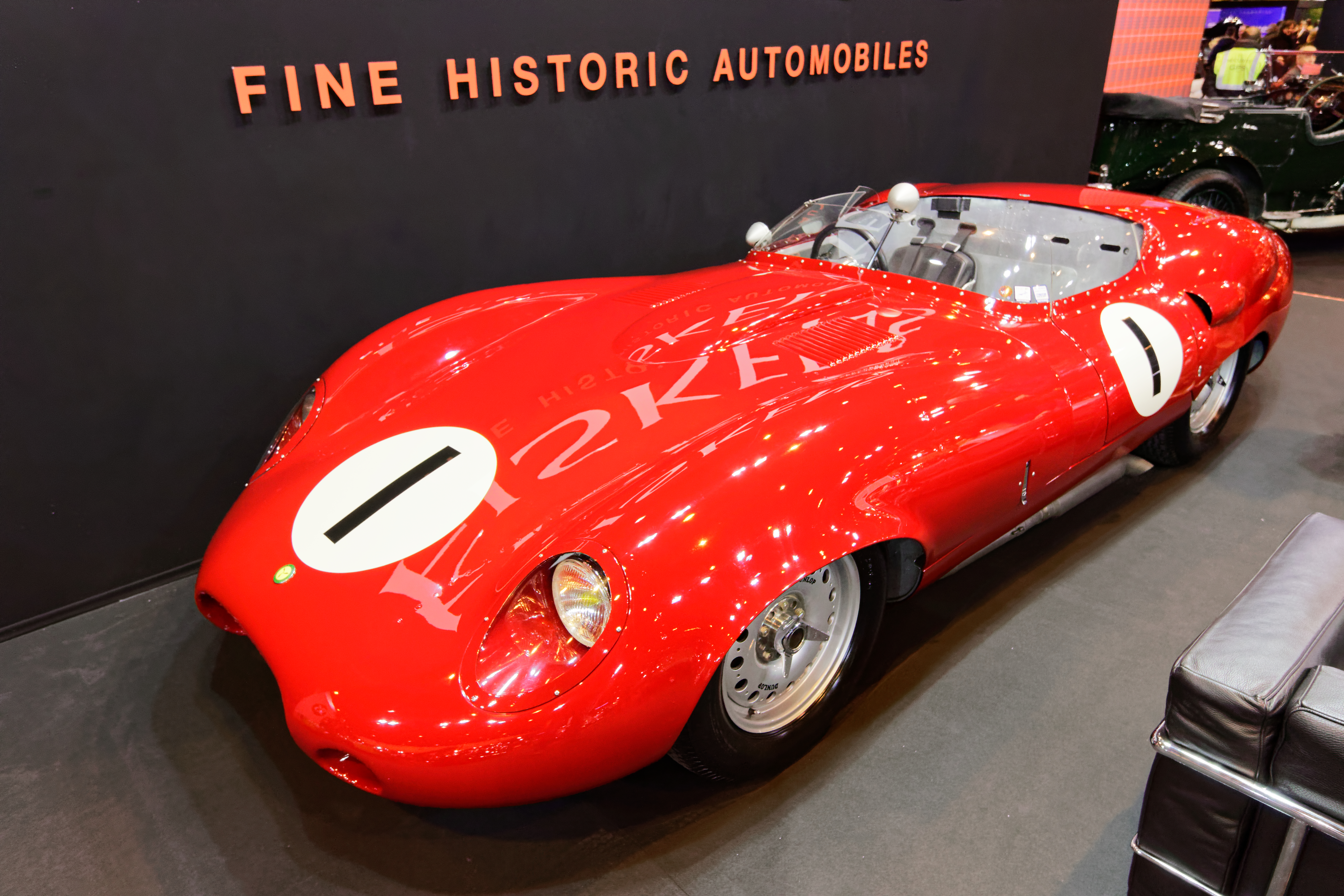
El Lister-Chevrolet, diseñado por Frank Costin.

Para 1959, Lister contrató al aerodinámista Frank Costin que produjo una carrocería completamente nueva construida alrededor de una nueva planta de energía de Chevrolet Corvette. Sin embargo, el diseño del motor delantero del nuevo Lister-Chevrolet fue eclipsado rápidamente por el motor trasero diseño del nuevo deportivo Cooper. A fines de 1959, Lister se retiró de la competencia aunque la producción de autos deportivos continuó para los clientes.
En 1963, Brian Lister fue elegido por el Rootes Group para preparar el Sunbeam Tiger para la categoría de prototipo de las 24 Horas de Le Mans. El Tiger de Ford con motor V8 todavía estaba en las primeras etapas de desarrollo mientras Lister estaba construyendo el chasis en la fábrica de Jensen. Lister mejoró la suspensión y los frenos, agregó un techo rígido aerodinámico con un parabrisas más inclinado y una cola Kamm. El motor Ford V8 de 260 plg³ (4260,6 cm³) fue ajustado por Carroll Shelby para permitirle producir 275 HP (205,1 kW) en vez de 160 HP (119,3 kW) en especificación estándar. El coche fue diseñado con una velocidad máxima de 170 mph (273,6 km/h) en mente, pero se desarrollaron en un corto período de tiempo y sufrieron fallas en el motor. Posteriormente, Rootes recibió un reembolso por los motores. Los dos coches y un prototipo de mula todavía existen. El fracaso de los coches y la quiebra de Rootes también llevaron a la desaparición del trabajo de ajuste de Lister.

### Propiedad de Pearce

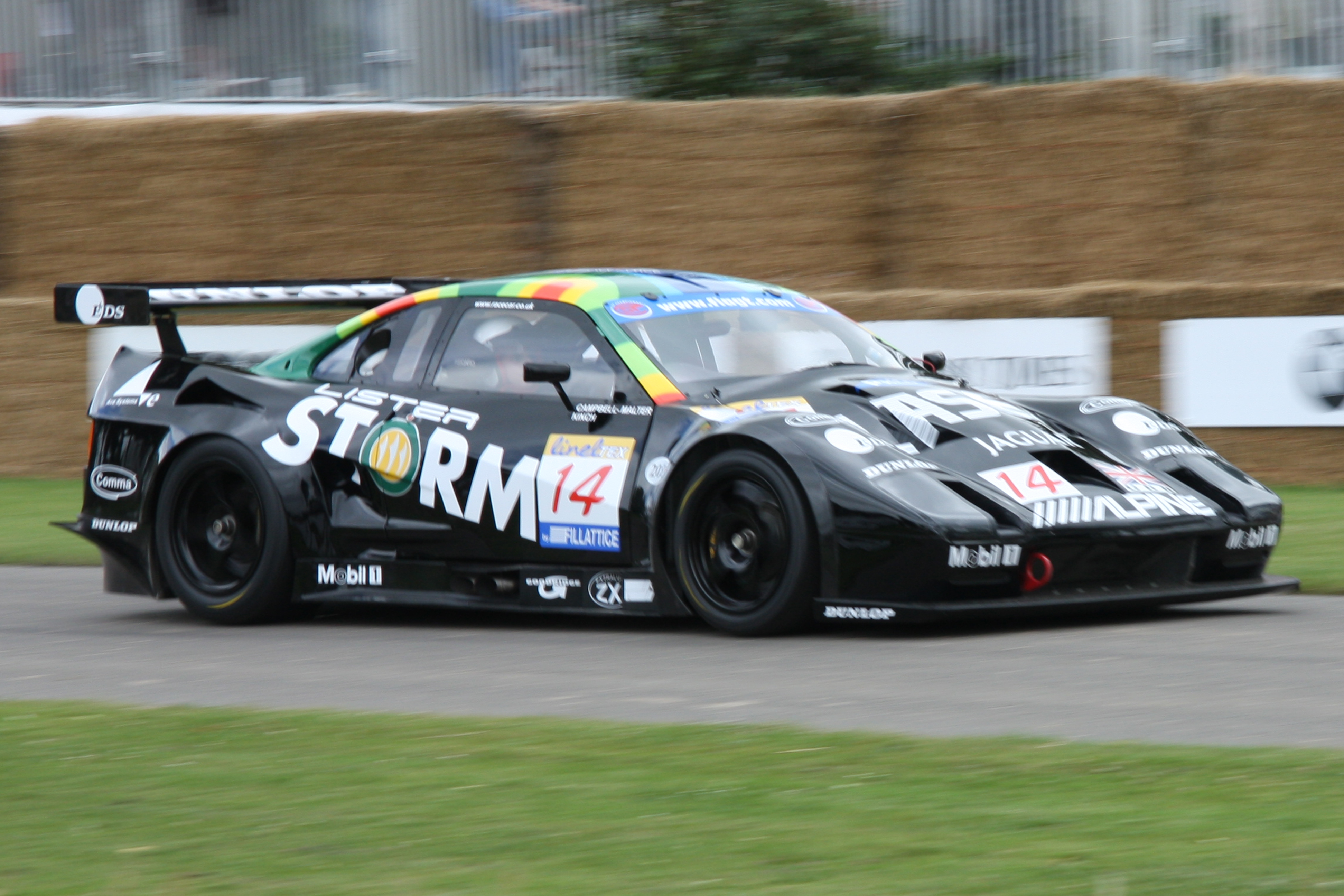
Un coche de carreras Lister Storm

La compañía Lister regresó en 1986 como Lister Cars Ltd. con sede en Leatherhead, Surrey, con el ingeniero Laurence Pearce afinando aproximadamente 90 Jaguar XJS y mejorando su velocidad máxima a más de 200 mph (322 km/h), con un precio inicial de más de £100,000. El éxito en este esfuerzo llevó a la empresa recién formada a diseñar un nuevo automóvil deportivo, el Lister Storm. Lanzado en 1993, utilizaría el mayor motor V12 jamás instalado en un automóvil de producción en ese momento, un 7.0 L unidad derivada del Jaguar XJR9. El Storm fue desarrollado más tarde para el automovilismo en varias formas, ganando el Campeonato FIA GT en la 2000. Más tarde, Lister desarrolló un Prototipo de Le Mans a medida, el Storm LMP en 2003.

## Propiedad de Whittaker

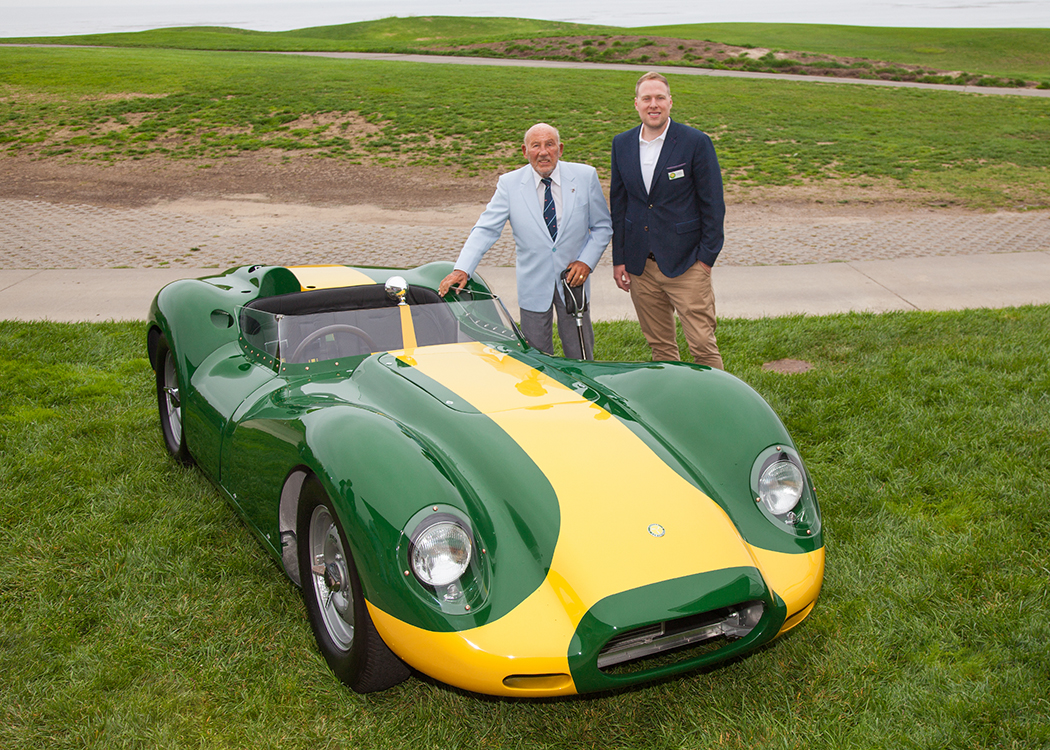
Lawrence Whittaker, CEO de Lister, y Sir Stirling Moss con un automóvil de continuación Knobbly.

En 2012, Lawrence Whittaker y su padre visitaron la fábrica de Lister para obtener piezas para restaurar un Lister Knobbly, y surgió la oportunidad de comprar Lister Motor Company. En 2013, la propiedad de George Lister Engineering Limited de Cambridge, los derechos de propiedad intelectual originales, los planos y dibujos de todos los coches Lister originales, así como los derechos de propiedad de los coches Lister de Pearce, fueron adquiridos por el padre y el hijo Andrew y Lawrence Whittaker, que también es propietario de la empresa de garantía de automóviles Warrantywise. La nueva empresa, junto con sus socios asociados, fue rebautizada como Lister Motor Company Ltd. Diez meses después, Lister Motor Company anunció la construcción y venta del Lister Knobbly para conmemorar los 60 años desde que se construyó el primer Lister Racing Car.

## Productos actuales

### 60 Aniversario de Lister Knobbly
La nueva empresa comenzó a construir los diseños originales de Lister en 2014. Para celebrar el 60 aniversario de The Lister Motor Company, se anunció el lanzamiento del Lister Knobbly, descrito como el auto de carreras más exitoso de finales de la década de 1950. El Lister Knobbly fue conducido por algunos de los conductores de autos de carreras más notables de los años 50, incluidos: Archie Scott Brown, Stirling Moss, Ivor Beaub, Bruce Halford e Innes Ireland, entre muchos otros.
En cuestión de semanas, la mitad de los autos de carrera Lister del 60 aniversario se agotaron. Poco después, la cartera de pedidos estaba completamente llena y Lister tenía pedidos por £5 millones.

### Lister Knobbly Sir Stirling Moss Edition
En junio de 2016, The Lister Motor Company anunció la construcción y venta del Lister Knobbly Stirling Moss en el Royal Automobile Club de Londres. El automóvil está construido con las especificaciones exactas del modelo de 1958 y es el único automóvil con carrocería de magnesio en el mundo y el segundo automóvil en la historia respaldado por el legendario piloto de carreras Sir Stirling Moss. Brian Lister invitó a Sir Stirling Moss a conducir para Lister en tres ocasiones distintas, en Goodwood en 1954, Silverstone en 1958 y en Sebring  en 1959, y para celebrar estas carreras, se están construyendo 10 autos ligeros Lister Knobbly de edición especial a un precio de £1 millón cada uno. La compañía anunció que los autos estarán disponibles para uso tanto en carretera como en carreras y Sir Stirling Moss entregará personalmente cada auto.

### Lister LFT-666
En enero de 2018, Lister anunció el LFT-666. El automóvil, que es un Jaguar F-Type R modificado, tiene una variante modificada del  supercharged motor V8 de 5.0 litros que se utiliza en el Jaguar F-Type SVR, lo que genera 666 CV (490 kW; 657 HP) a 6.000 rpm y un par máximo de 720 lb·pie (976 N·m) logrado por poleas de sobrealimentador duales modificadas, un intercooler modificado, un sistema de admisión de aire mejorado y una ECU diferente. El Thunder es capaz de acelerar desde 0-62 mph (0-100 km/h) en 3,2 segundos y alcanzando una velocidad máxima de 208 mph (335 km/h). El diseño de tracción en las cuatro ruedas y el  ZF transmisión automática de 8 velocidades con convertidor de par se conservan del F-Type, mientras que un sistema de escape Quicksilver de titanium ahorra 10 kg (22 lb) de peso. El coche tiene llantas de aleación de peso ligero de 21 pulgadas, detalles en verde ácido y pinzas de freno. El automóvil tiene un interior de cuero Bridge of Weir Nappa que está disponible en 36 combinaciones de colores, con los logotipos de Lister cosidos en los reposacabezas y el patrón de los asientos para combinar con la parrilla delantera. El coche fue presentado en la feria Historic Motorsport International, en el ExCeL de Londres. El LFT-666 se fabricará en cantidades limitadas, con solo 99 automóviles que se producirán en total con un precio base de £141,155 GB, mientras que un capó de fibra de carbono agrega GB £ 14,850 más al precio base. Los propietarios también tendrán acceso al exclusivo club de conductores Lister.

### El Lister Stealth

El Lister Stealth

En agosto de 2020, Lister Motor Company lanzó el SUV más rápido de Gran Bretaña: el Lister Stealth. Basado en el Jaguar F-Pace, el Stealth utiliza una versión modificada por Lister del supercharged motor V8 de 5.0 litros que se encuentra en el F-Pace SVR de fábrica, para lograr un potencia de salida de 666 HP (675 CV) y 650 lb·pie (881 N·m) de torque. El Stealth acelera de 0-97 km/h (0-60 mph) en 3,6 segundos y cuenta con una velocidad máxima de 314 km/h (195 mph). El Stealth añade pruebas a su afirmación de ser el SUV más rápido de Gran Bretaña después de vencer al Lamborghini Urus, Aston Martin Vantage y McLaren 570GT en un arrastre carrera en el famoso campo de pruebas, VMAX200. 
Otras modificaciones incluyen: poleas de sobrealimentador mejoradas, intercoolers personalizados, filtración de aire de alto rendimiento, un sistema de escape cuádruple de acero inoxidable con válvulas conmutables, ruedas forjadas Vossen de 23 "diseñadas por Lister y un kit de carrocería de estilo y rendimiento de fibra de carbono hecho a medida. El lujoso interior del Stealth presenta Bridge of Weir Nappa Leather con una multitud de opciones de personalización disponibles, que incluyen hasta 36 opciones de color individuales y 90 opciones de costura diferentes para que cada Stealth esté realmente personalizado para su propietario. Como con todos los modelos Lister, la exclusividad es garantizado con una tirada de producción limitada: solo 100 destinados a la producción en todo el mundo con un precio base de £ 109,950 y los propietarios recibirán acceso al exclusivo Lister Driver's Club.

### Otras fuentes
- Setright, L. J. K. (1974), «Lister: From Wrought Iron to Racing Cars»,  en Northey, Tom, ed., World of Automobiles (London: Orbis Publishing) 11: 1201-5.